# Robert Domergue
Robert Domergue (Cannes, 1921. november 21. – Mougins, 2014. január 22.) francia labdarúgó, hátvéd, edző.

## Pályafutása

### Játékosként
1939 és 1947 között az AS Cannes csapatában játszott. Tagja volt az 1943–44-es idényben ezüstérmet szerzett csapatnak.

### Edzőként
1950 és 1953 között az Olympique Alès, 1953 és 1966 között a Valenciennes vezetőedzője volt. Utóbbinál érte el első igazi edzői sikerét egy másodosztálybeli második hellyel. 1966-ban a francia válogatottnál segédedzőként is tevékenykedett. 1966 és 1968 között az Olympique de Marseille csapatát irányított. 1968–69-ben Tunéziában, az ES Tunis együttesénél dolgozott, ahol a tunéziai kupadöntőig jutott a csapattal. Az 1969–70-es idényben az AS Monaco edzője volt. 1970-ben visszatért a Valenciennes csapatához, ahol két idényt töltött el és a második idényben megnyerte az együttessel a másodosztályú bajnokságot. Az 1973–74-es idényben az RC Strasbourg vezetőedzőjeként tevékenykedett. 1976-ban szülővárosa és anyaegyesülete vezetőedzője lett. Öt idényen keresztül dolgozott az AS Cannes csapatánál. 1981 és 1984 között az USL Dunkerque, 1984–85-ben a marokkói CLAS Casablanca edzője volt.
Összesen 1046 francia első és másodosztályú mérkőzésen működött közre edzőként és ezzel második az örökranglistán Guy Roux mögött, aki 1098 mérkőzésen ült a kispadon.

## Sikerei, díjai

### Játékosként
AS Cannes
- Francia bajnokság (amatőr)
  - 2.: 1943–44

### Edzőként
Valenciennes
- Francia bajnokság (másodosztály)
  - bajnok: 1971–72
  - 2.: 1961–62

 ES Tunis
- Tunéziai kupa
  - döntős: 1969